# Dassault Falcon 7X
Dassault Falcon 7X je francuski tromotorni poslovni mlažnjak velikog doleta koji se trenutno nalazi u serijskoj proizvodnji. S razvojem se započelo 2002., 2005. je obavljen prvi let a od 2008. se nalazi u uporabi.

## Tehničke karakteristike (Falcon 7X)
Izvori podataka: 
Osnovne karakteristike
- posada: 3 (pilot, kopilot i kabinsko osoblje)
- kapacitet: do 12 putnika
- dužina: 23,19 m
- raspon krila: 26,21 m
- površina krila: 70,7 m2
- visina: 7,863 m

Letne karakteristike
- najveća brzina: 953 km/h
- ekonomska brzina: 900 km/h
- dolet: 11,019 km
- najveća visina leta: 15.545 m
- specifično opterećenje krila: 435 kg/m2
- motor: 3 x Pratt & Whitney Canada PW307A